# Pont transbordeur
Cet article concerne pont transbordeurs civils. Pour l’installation ferroviaire, voir Pont transbordeur (chemin de fer).

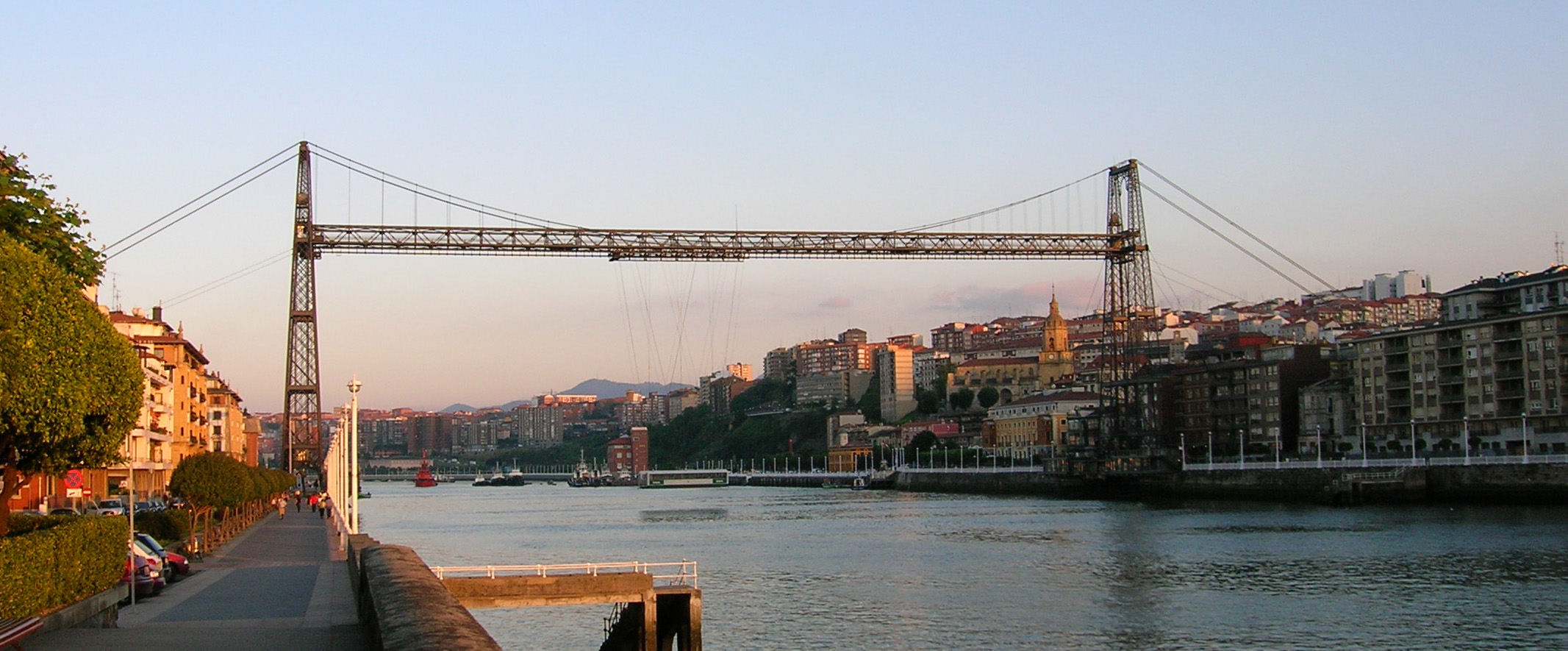
Le pont de Biscaye construit en 1893, premier pont transbordeur, est encore en service. Il est inscrit sur la liste du patrimoine mondial.

Un pont transbordeur est un pont enjambant un port, un canal ou un fleuve, pour faire passer les véhicules et les personnes d'une rive à l'autre dans une nacelle (ou transbordeur) suspendue à un chariot roulant sous le tablier. La traction, par câble commandé depuis la rive, fut d'abord assurée par une machine à vapeur puis, très vite, par un moteur électrique.
Les ponts de ce type ont été construits, pour la plupart, dans la première moitié du XXe siècle ; il en reste huit en usage dans le monde.

## Historique
Le créateur du premier pont transbordeur (pont de Biscaye, 1893) est l'ingénieur et architecte espagnol Alberto de Palacio qui s'était associé à Ferdinand Arnodin pour la construction.

Principe de fonctionnement

L'idée d'un système de transbordement est ancienne. On peut déjà en trouver l'idée dans un livre du XVIIe siècle, Machinea Fausi Verentii Sireni : entre deux grands mâts placés de part et d'autre d'une rivière, une nacelle, sorte de caisse suspendue à deux poulies, permettant d'aller d'une plate-forme à l'autre fixées sur ces mâts en roulant sur une corde fixée à leur sommet. Le déplacement était fait par les passagers en tirant sur une corde.
N.N. Forbes, dans son livre Transporter Bridges, attribue l'idée du pont transbordeur à l'ingénieur anglais Charles Smith, directeur de Hartlepool Ironworks, qui l'aurait proposé en 1872 pour franchir la rivière Tees à Middlesbrough.
Un nom reste attaché à ces ouvrages : celui de Ferdinand Arnodin (1845-1924), ingénieur français établi à Châteauneuf-sur-Loire, à qui l'on doit la construction de 9 des 18 ponts transbordeurs recensés dans le monde, et aussi quantité de ponts suspendus de la deuxième génération (fin du XIXe siècle, début du XXe), ainsi que de très nombreux travaux de restauration et de renforcement de ceux de première génération (avant 1850).
Les ponts transbordeurs furent construits là où il était nécessaire de laisser libre passage au trafic maritime, à une époque où les grands voiliers avaient encore une importance économique et stratégique. En France, la Marine exigeait une hauteur libre de 50 m au-dessus des hautes eaux. Ce fut donc la norme de hauteur sous tablier de tous les ponts transbordeurs français.
Par rapport à un bac, les avantages d'un pont transbordeur sont évidents : confort, rapidité, sécurité de la traversée, insensibilité à la marée et aux conditions météorologiques, accostage en douceur, accès et sortie rapides. À cela s'ajoutait un coût relativement modéré et des délais de construction très courts : 27 mois à Rochefort, 19 mois seulement à Marseille.
Après la Première Guerre mondiale, on se rendit vite compte que, malgré tous ces points forts, le débit des ponts transbordeurs ne répondait plus à un trafic automobile de plus en plus intense. Les grands voiliers ayant par ailleurs disparu, on ne construisit plus de ponts transbordeurs ; on n'acheva même pas celui de Bordeaux, qui était resté en chantier. Ne furent conservés que ceux qui étaient réellement adaptés aux conditions locales. Les autres furent abandonnés ou démontés.
Les très rares ponts transbordeurs modernes (depuis 1930) n'ont été créés que pour l'attrait touristique ou pour des besoins industriels ponctuels.
Un projet de pont à transbordeur de nouvelle génération est cependant à l'étude à Nantes : le retour aux circulations douces et le renouvellement des attaches maritimes des villes d'estuaire laissent entrevoir une nouvelle vie pour ce type d'ouvrages qui ont toujours fortement marqué leur environnement (comme l'ancien pont transbordeur de Nantes ou celui de Marseille).

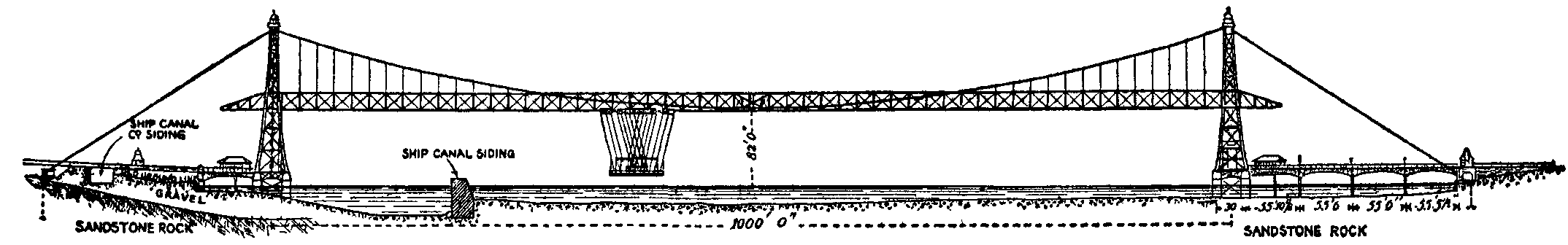
Ancien pont transbordeur de Runcorn-Widnes, Angleterre

## Ponts transbordeurs encore en usage
On peut aujourd'hui emprunter le premier d'entre eux, le pont de Biscaye, reliant Portugalete à Las Arenas, à l'entrée du port espagnol de Bilbao. Construit en 1893, il a été inscrit en 2006 sur la liste du patrimoine mondial de l'Unesco. La traversée ne dure guère plus d'une minute, et l'utilité de l'ouvrage ne fait aucun doute, même dans le contexte actuel.
Les grands ponts britanniques de Newport et de Middlesbrough assurent également leur service quotidien : ils ne semblent nullement menacés dans leur existence. En Allemagne, celui d'Osten est un « Monument technique » pieusement conservé, tandis que celui de Rendsburg, spectaculaire sous un immense pont de chemin de fer, est en service régulier.
De même le pont français de Rochefort-Martrou, classé Monument historique depuis 1976, bien que réservé aux piétons et aux cycles, est aujourd'hui sauvé. Il a été restauré entre 2016 et 2020.
Le pont transbordeur Nicolás Avellaneda de Buenos Aires, restauré, est rouvert au public depuis 2017, et celui de Warrington est conservé en bon état, attendant des jours meilleurs.
Ce sont donc huit ponts transbordeurs de la Belle Époque qui ont survécu, témoins d'une architecture de fer conquérante, au même titre que des édifices aussi différents que la tour Eiffel ou le viaduc de Garabit, la Grande roue du Prater à Vienne, la tour métallique de Blackpool ou celle de Fourvière à Lyon, ou encore les vertigineux ascenseurs de Lisbonne et les ascenseurs à bateaux du Canal du Centre en Belgique.

## Chronologie de la construction des ponts transbordeurs

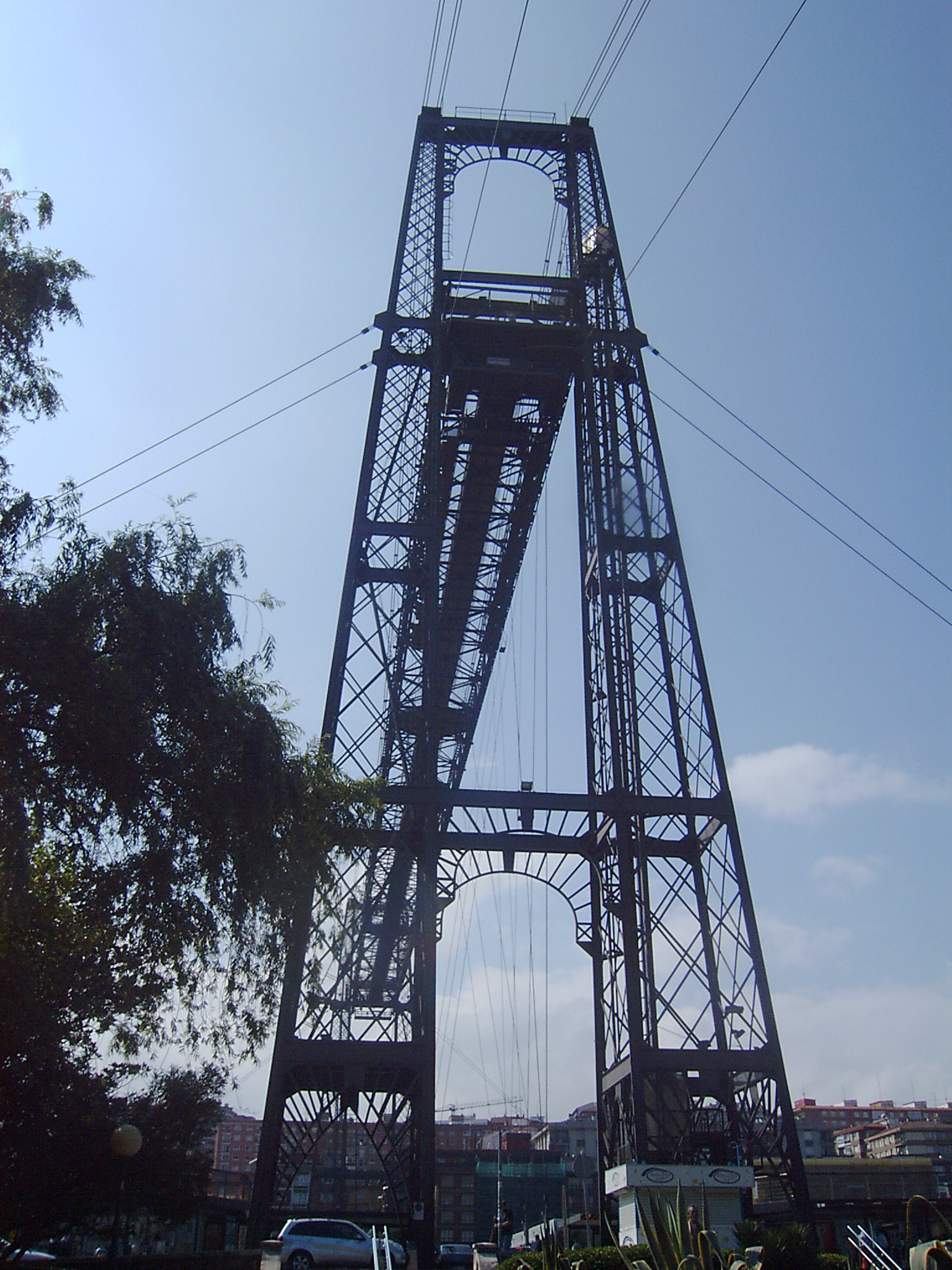
Pont de Biscaye.

- 1893 Portugalete, Espagne, 164 m. « Pont de Biscaye », pont suspendu reliant les deux villes de Portugalete et Getxo (Las Arenas), situées de part et d'autre du Nervion, à l'entrée du port de Bilbao (Alberto de Palacio et Ferdinand Arnodin). Tablier et nacelle détruits en 1937, reconstruits en 1939. Inscrit sur la liste du patrimoine mondial de l'Unesco en 2006. En usage.

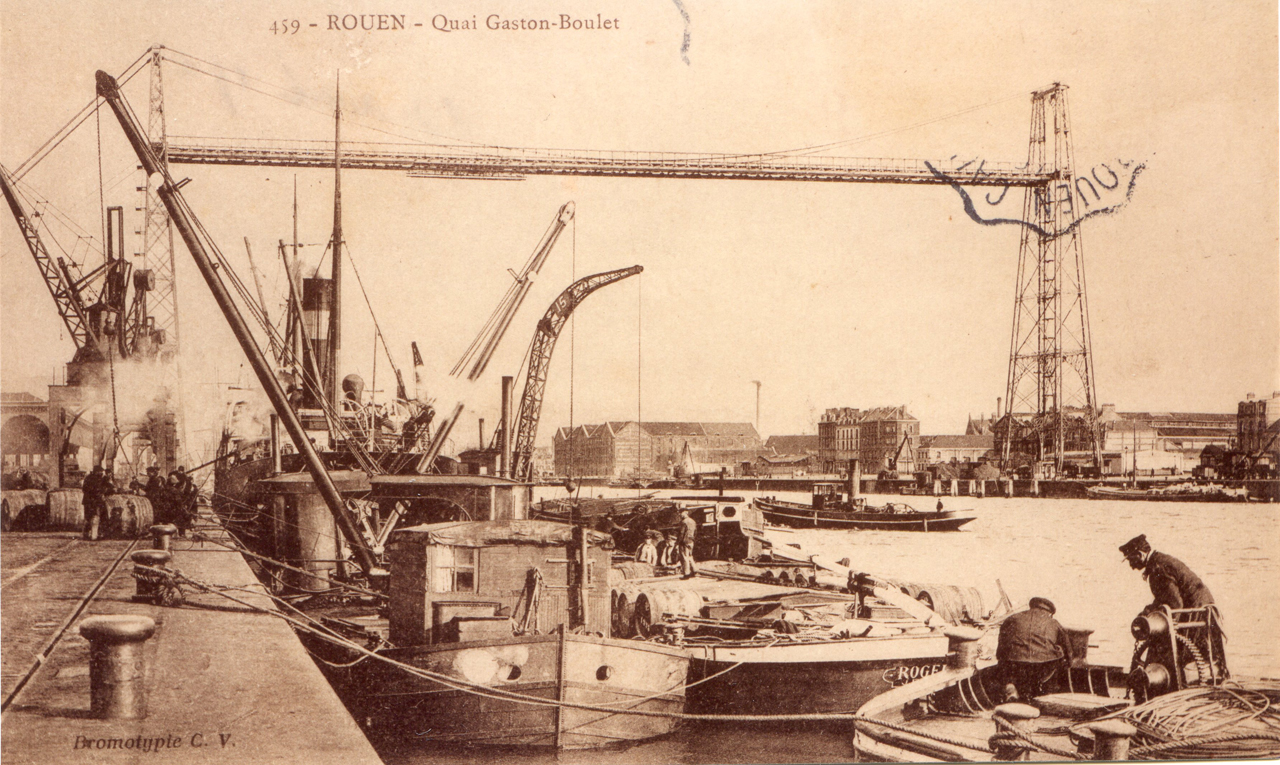
Pont transbordeur de Rouen.

- Pont transbordeur de Rouen.1898 Rouen, France, 142 m. Pont suspendu, sur la Seine (Ferdinand Arnodin). Mis en service le 16 septembre 1899. Détruit en juin 1940.
- 1898 Bizerte, Tunisie, 109 m. Pont suspendu, sur le port (Ferdinand Arnodin). Démonté en 1903 et reconstruit à Brest en 1908-1909[3].

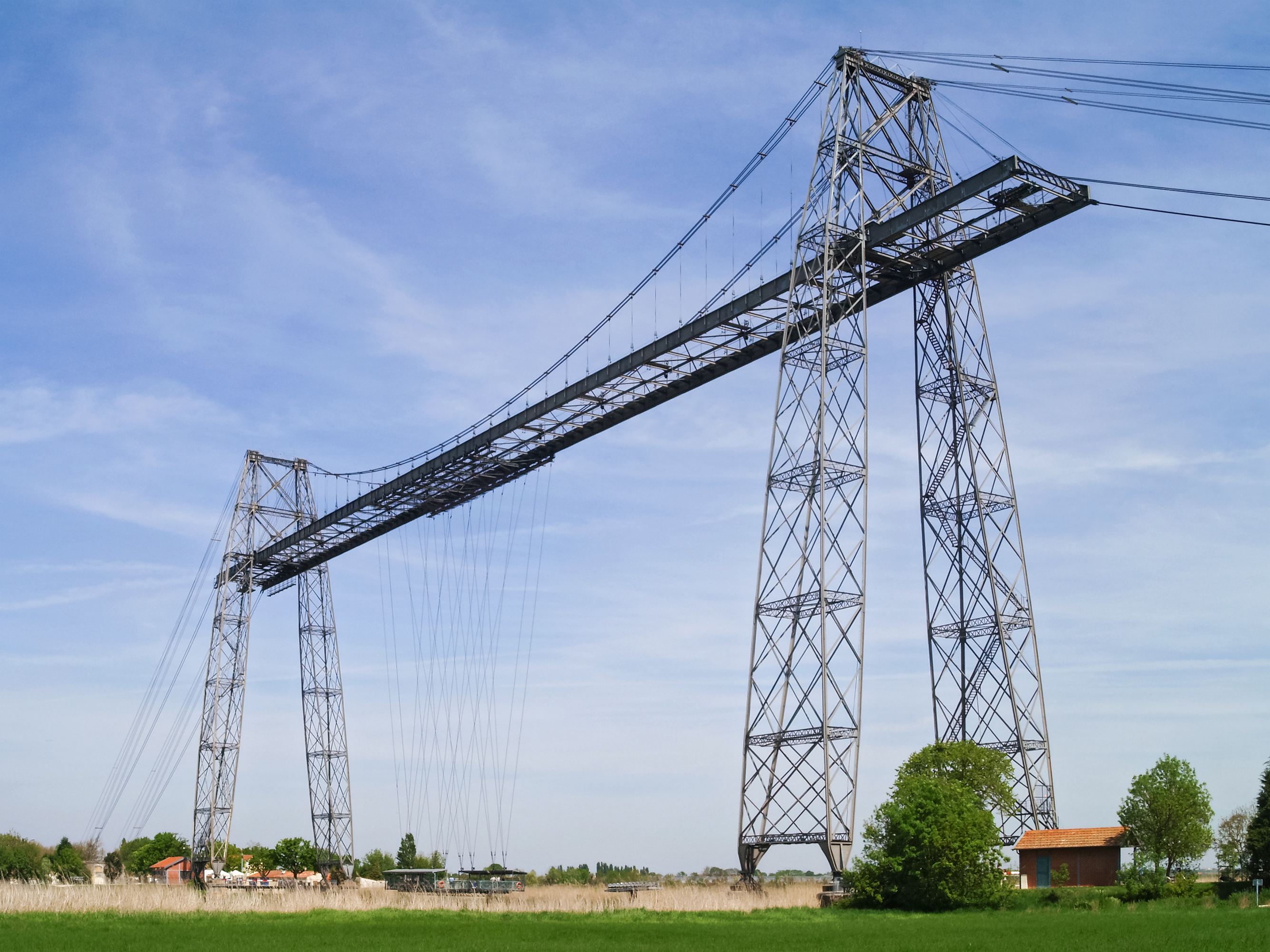
Pont transbordeur de Rochefort (1900), classé Monument historique

- Pont transbordeur de Rochefort (1900), classé Monument historique1900 Rochefort, France. Pont transbordeur de Martrou, 129 m. Pont suspendu, sur la Charente (Ferdinand Arnodin). Monument historique (1976), usage réservé actuellement aux piétons et aux cyclistes. Fonctionnement arrêté en 1967 avec la mise en service à côté d'un pont levant du même type que celui de Brest Recouvrance. Puis remis en service pour piétons et cyclistes dans les années 1990 après restauration.

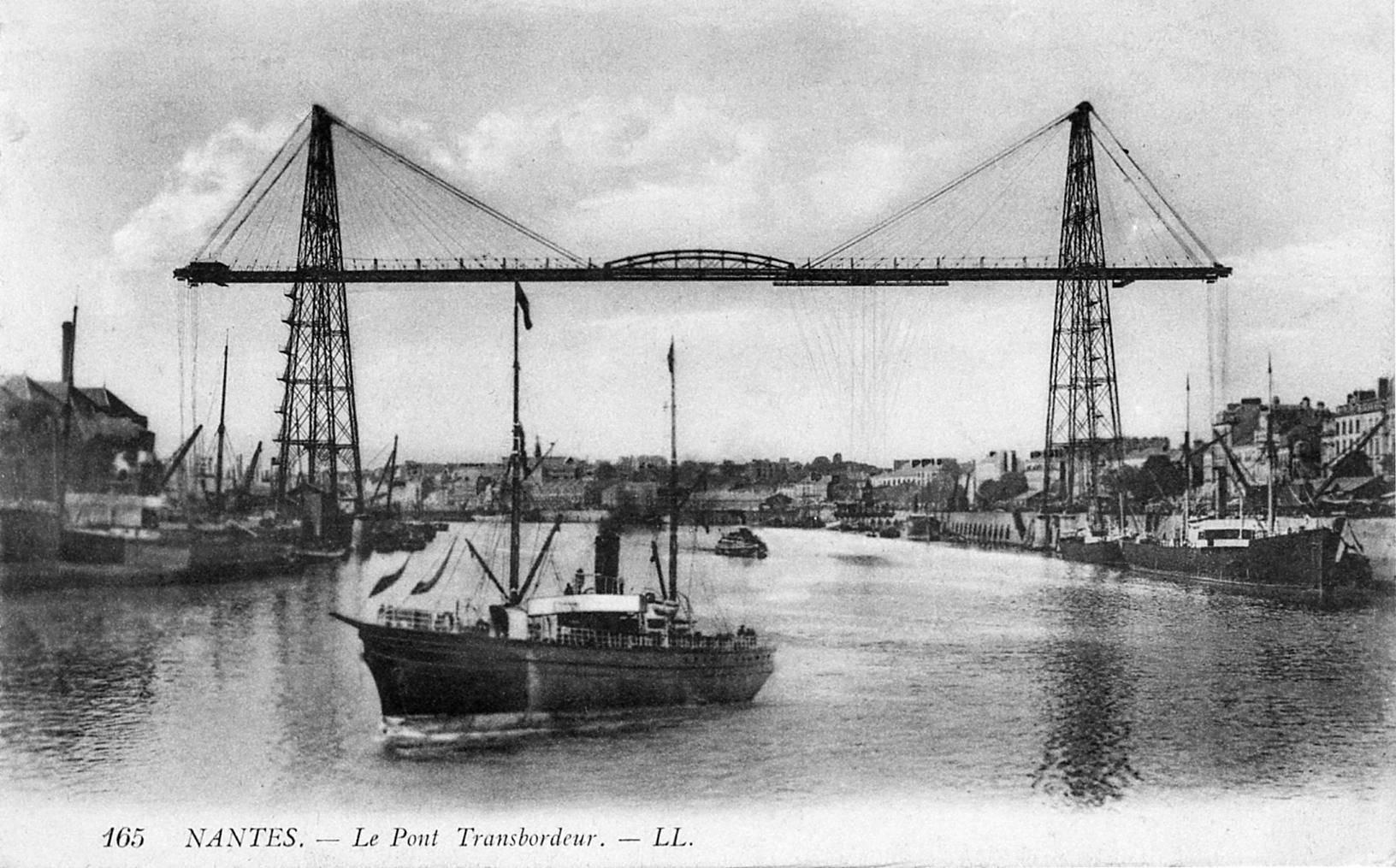
Pont transbordeur de Nantes.

- Pont transbordeur de Nantes.1903 Nantes, France, 141 m. Pont à haubans et contrepoids, sur la Loire (Ferdinand Arnodin). Démonté en 1958.

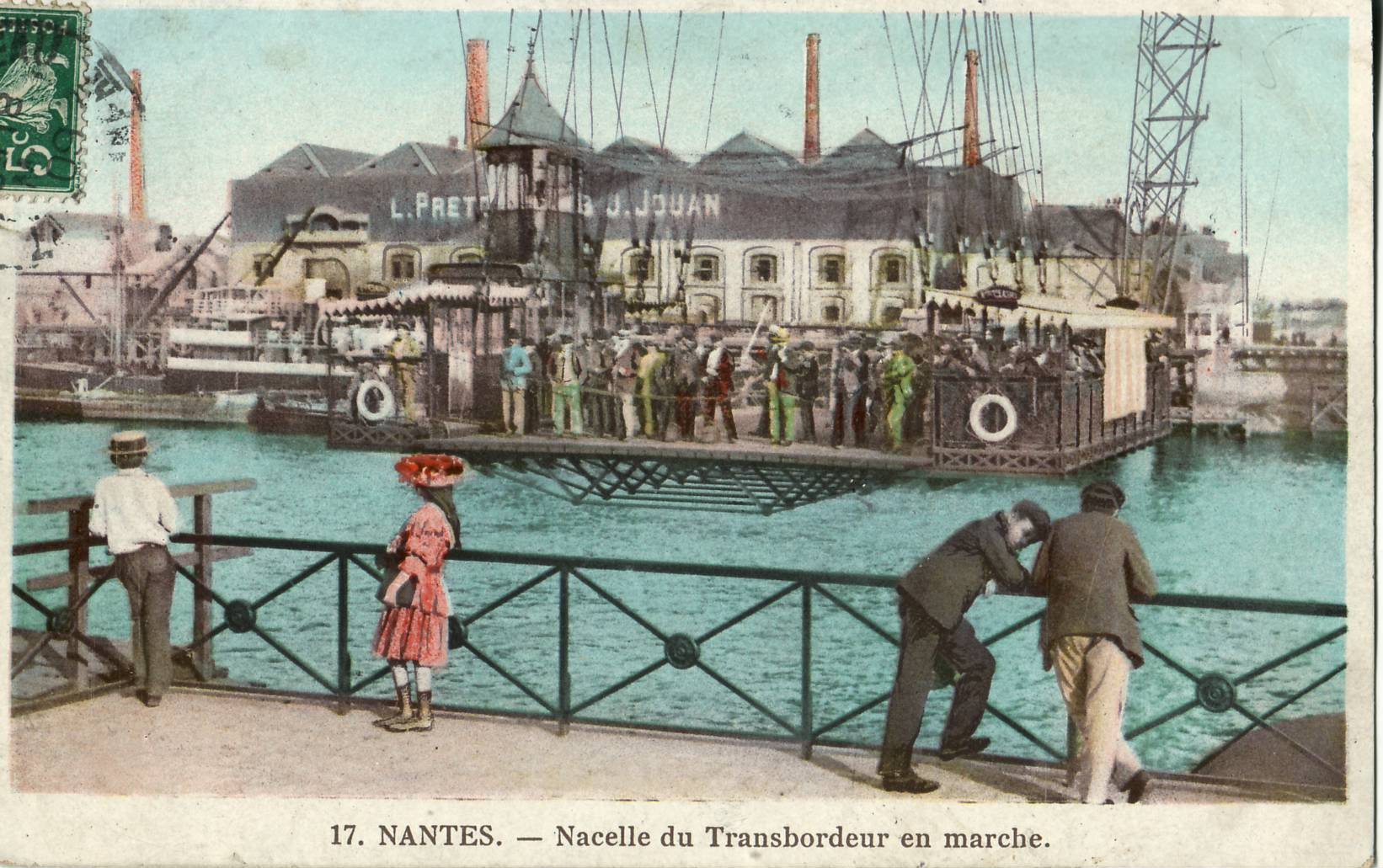
Nacelle du transbordeur de Nantes.

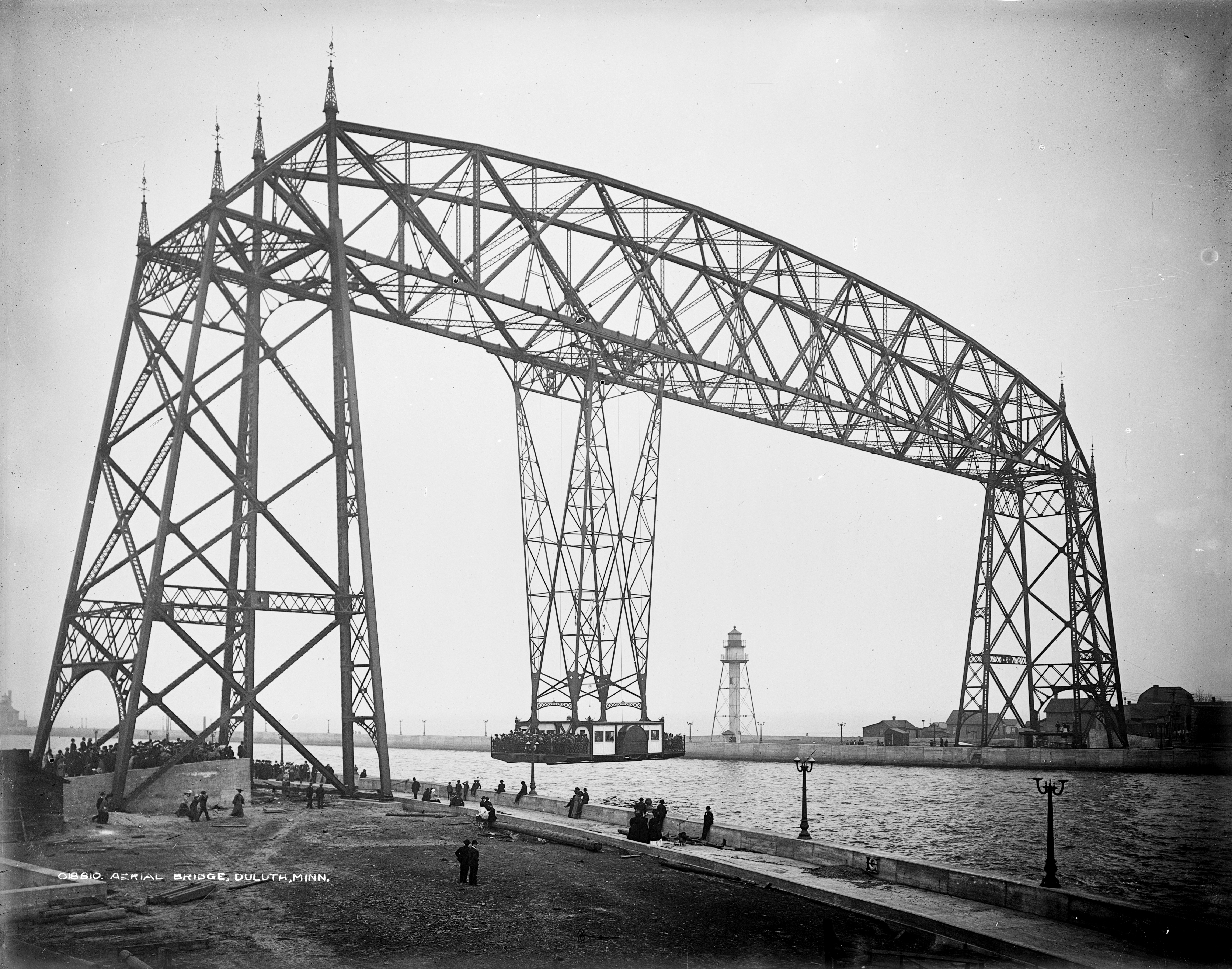
Pont de Duluth

- Pont de Duluth1905 Duluth, Minnesota, 120 m. Pont à poutre en treillis en acier, nacelle à suspension rigide, sur le port (C.A.P. Turner). Converti en pont levant « Aerial Lift Bridge » en 1929-30. En usage comme tel.

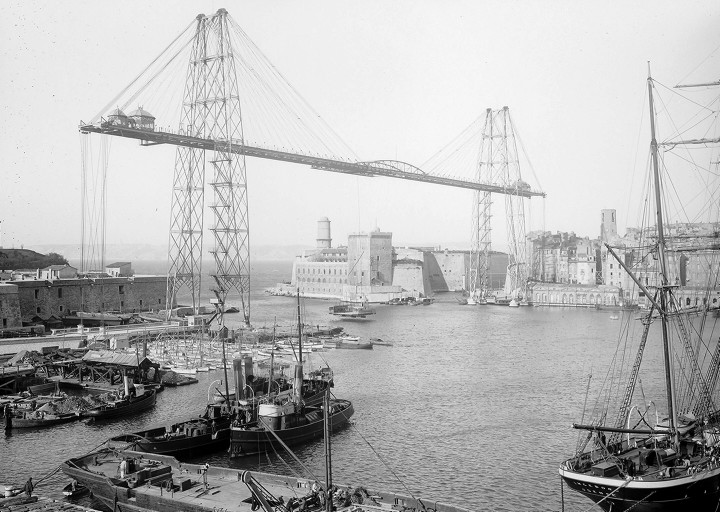
Pont transbordeur de Marseille, détruit en 1944.

- 1905 Marseille, France 165 m. Pont à haubans et contrepoids, sur le port (Ferdinand Arnodin). Détruit en 1944.

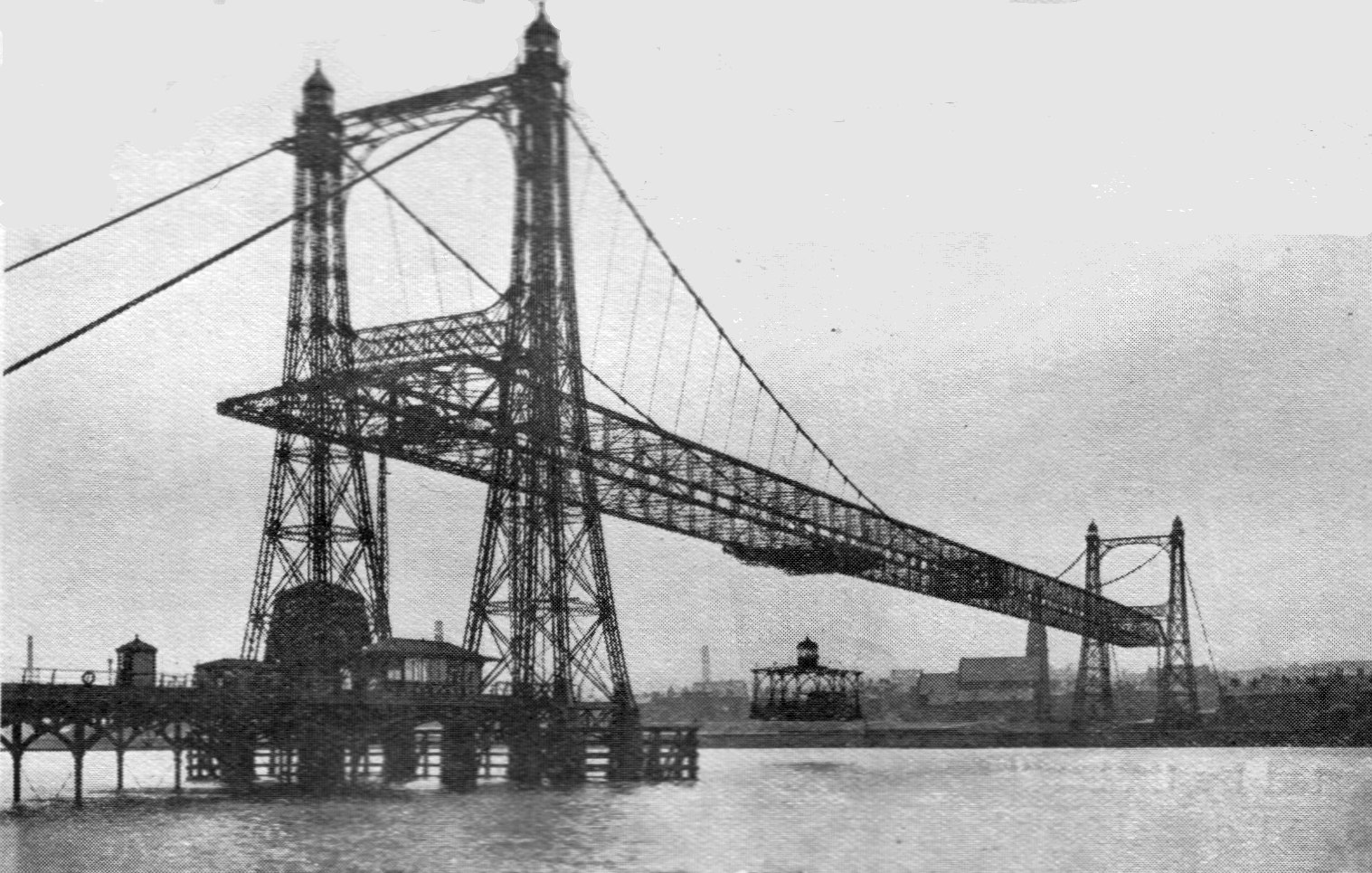
Pont transbordeur de Runcorn-Widnes

- Pont transbordeur de Runcorn-Widnes 1905 Runcorn-Widnes, Royaume-Uni, 304 m. Pont suspendu, sur la Mersey et le canal de Manchester (Webster et Wood). Démonté en 1961.

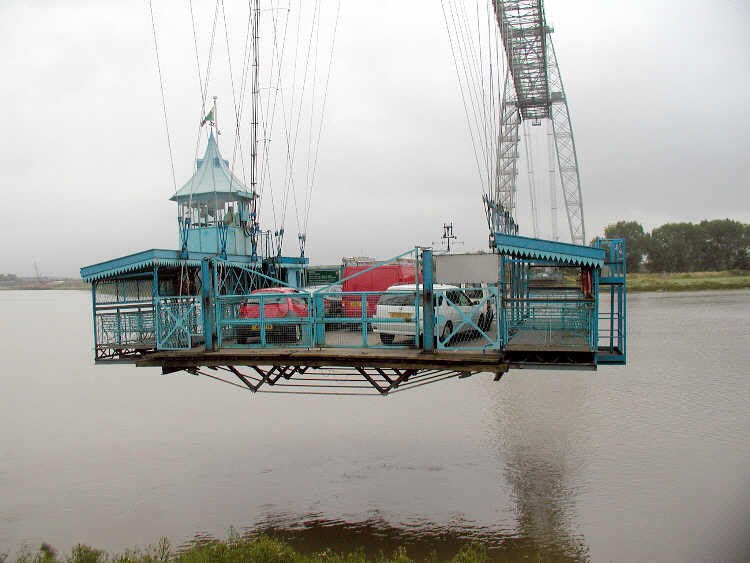
Pont transbordeur de Newport, Royaume-Uni (1906)

- Pont transbordeur de Newport, Royaume-Uni (1906) 1906 Newport, Royaume-Uni, 181 m. Pont suspendu avec adjonction de haubans, sur la Usk (Ferdinand Arnodin, Imbault et Haynes). En usage.

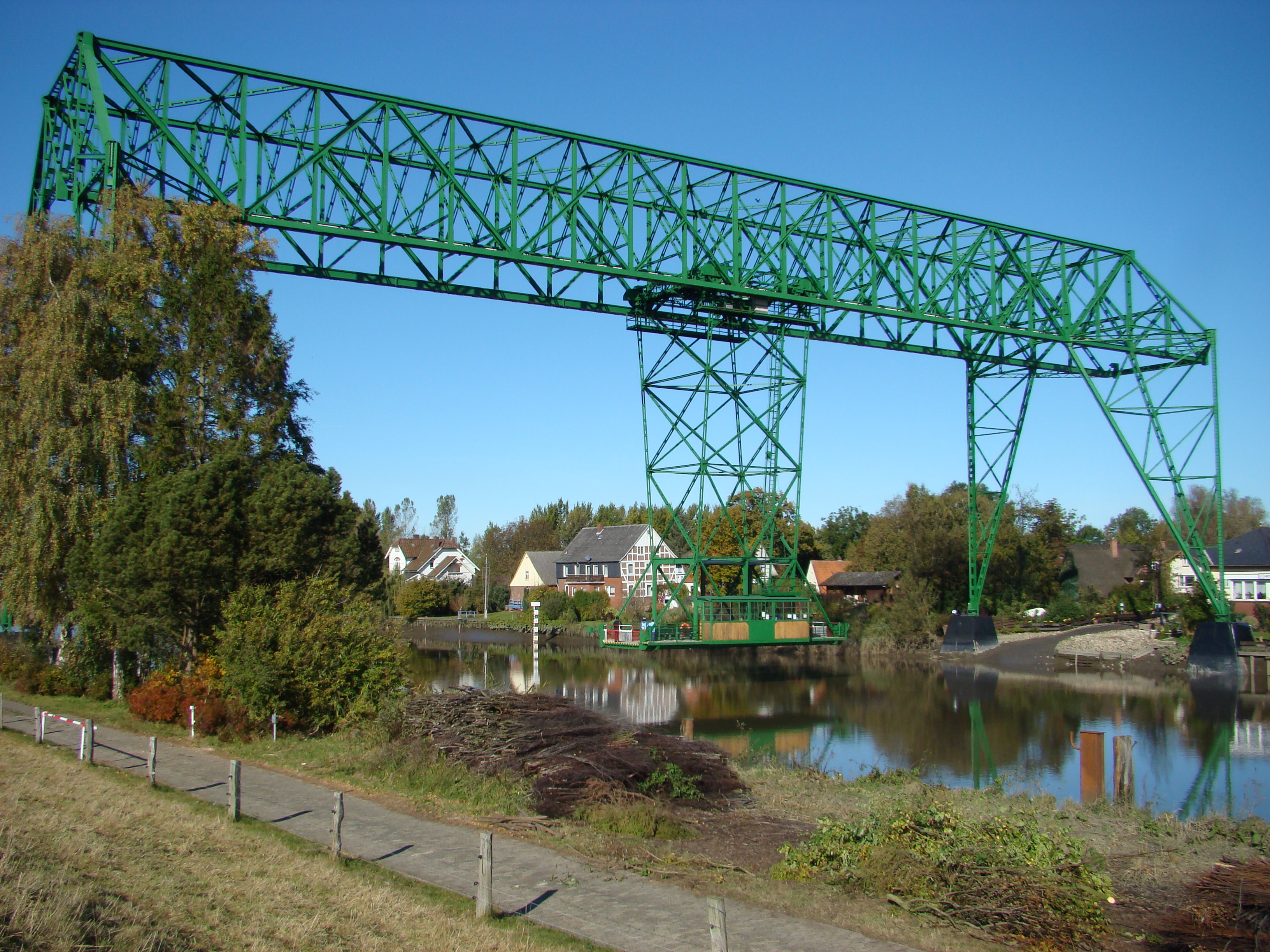
Pont d'Osten

- Pont d'Osten1909 Osten, Allemagne, 80 m. Pont à poutre en treillis en acier, nacelle à suspension rigide, sur l'Oste. Actuellement conservé comme Technisches Denkmal (« monument technique »), usage occasionnel.

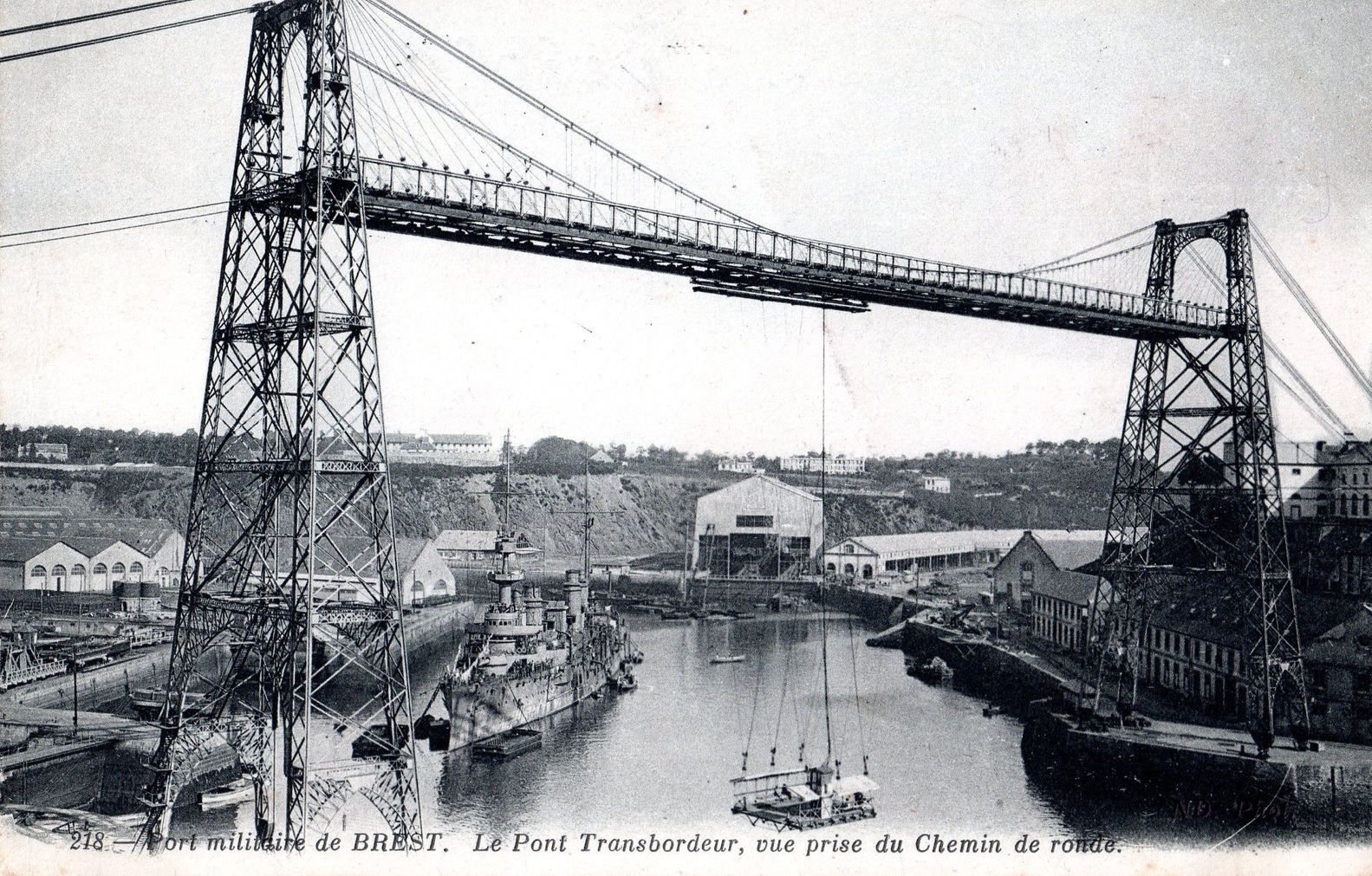
Pont transbordeur de l’arsenal de Brest

- Pont transbordeur de l’arsenal de Brest1909 Brest, France, 109 m. Pont suspendu, sur le port (Ferdinand Arnodin). Reconstruction du pont démonté à Bizerte (cf. année 1898, ci-dessus). Desservait l'arsenal, gravement endommagé en 1944, démonté en 1947[3].

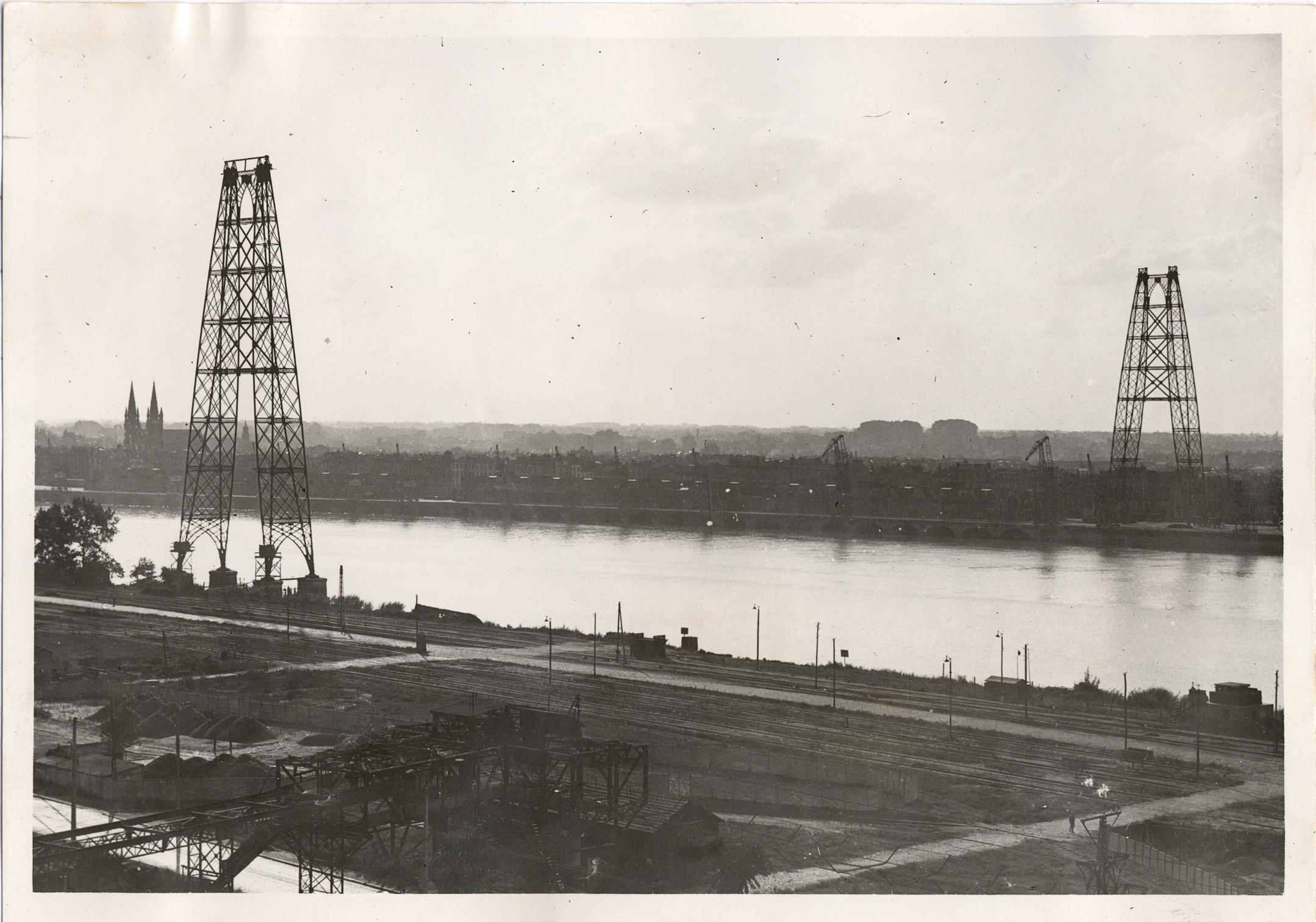
Pont transbordeur de Bordeaux

- Pont transbordeur de Bordeaux1910 Bordeaux, France, 400 m. Pont transbordeur de Bordeaux, sur la Garonne (Ferdinand Arnodin). Seuls les pylônes furent construits. Jamais achevé, démonté en 1942.

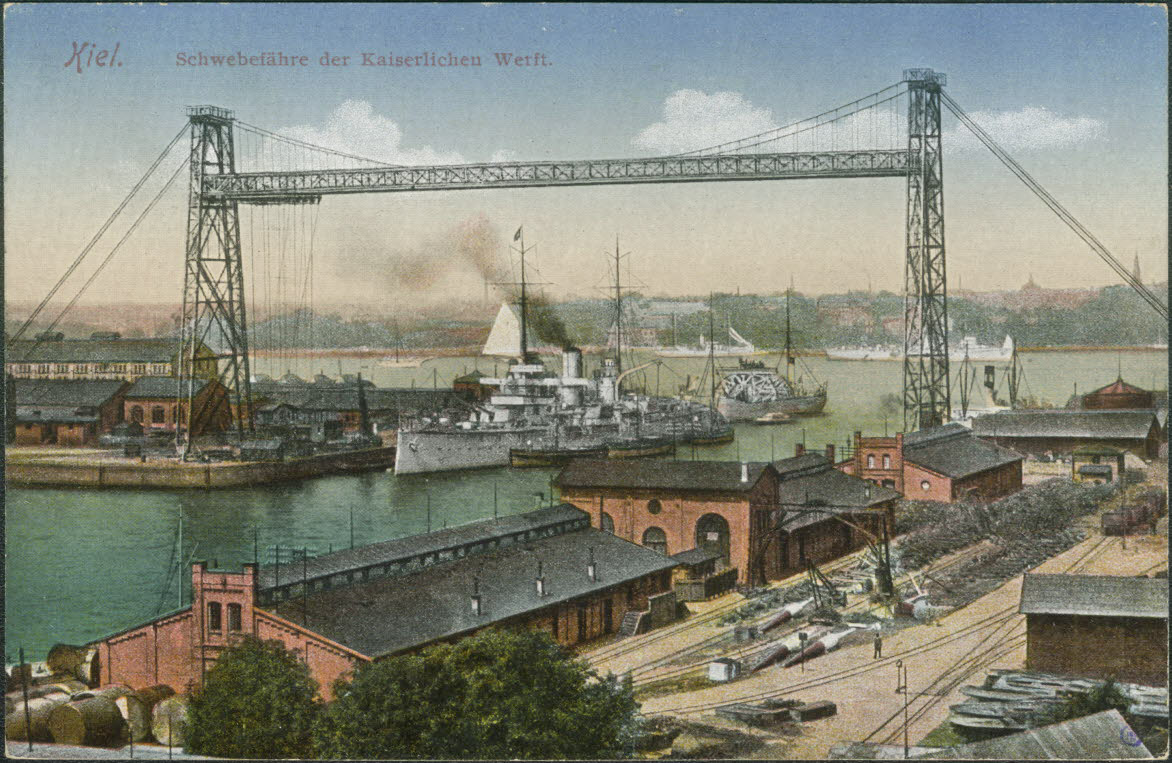
Pont transbordeur de Kiel

- Pont transbordeur de Kiel 1910 Kiel, Allemagne, 128 m. Pont suspendu, sur le port. Démonté en 1923.

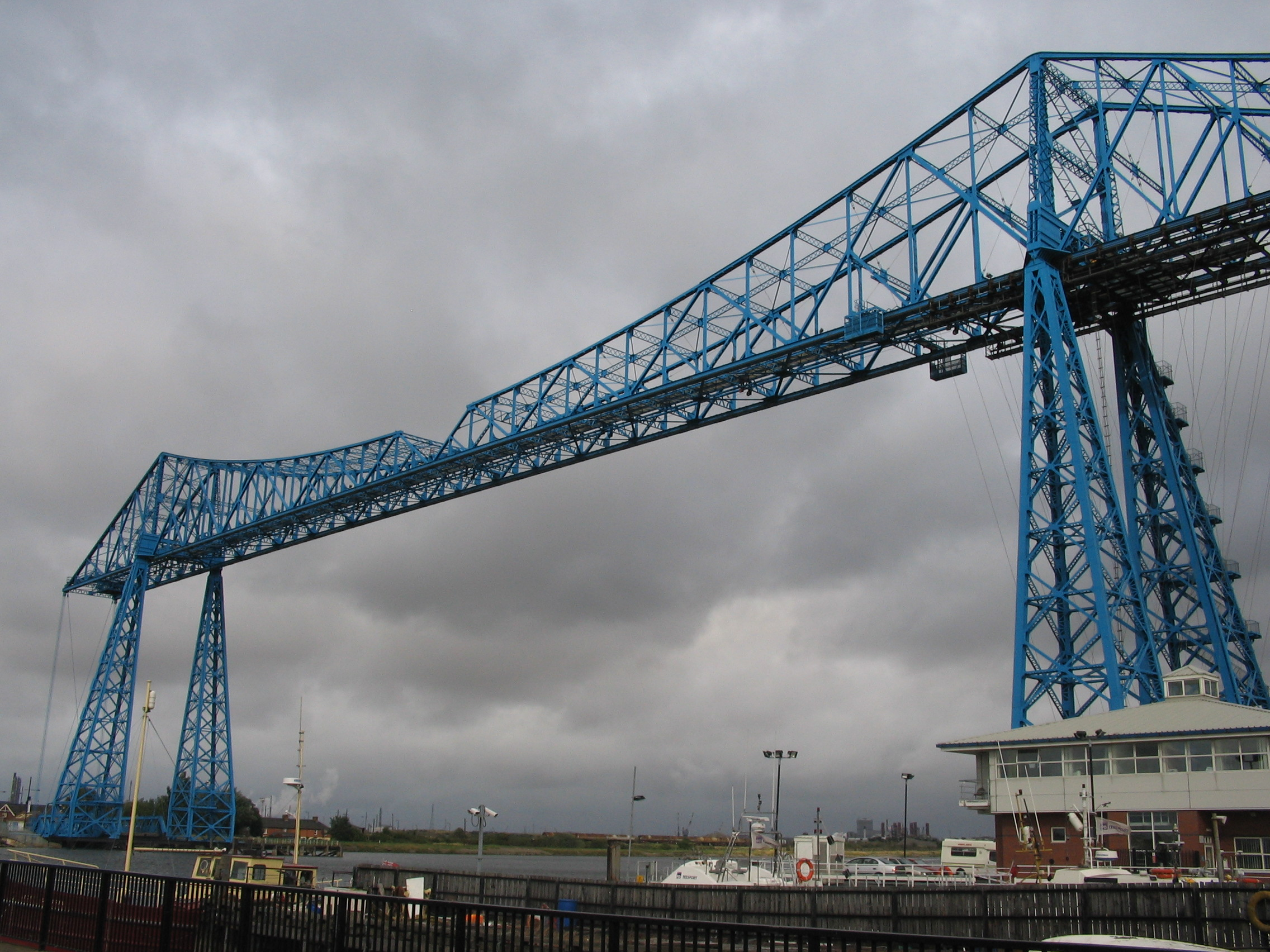
Pont transbordeur de Middlesbrough (1911)

- Pont transbordeur de Middlesbrough (1911) 1911 Tees Transporter Bridge à Middlesbrough, Royaume-Uni, 177 m. Pont à poutres cantilever, sur la Tees (G.C. Imbault). En usage.

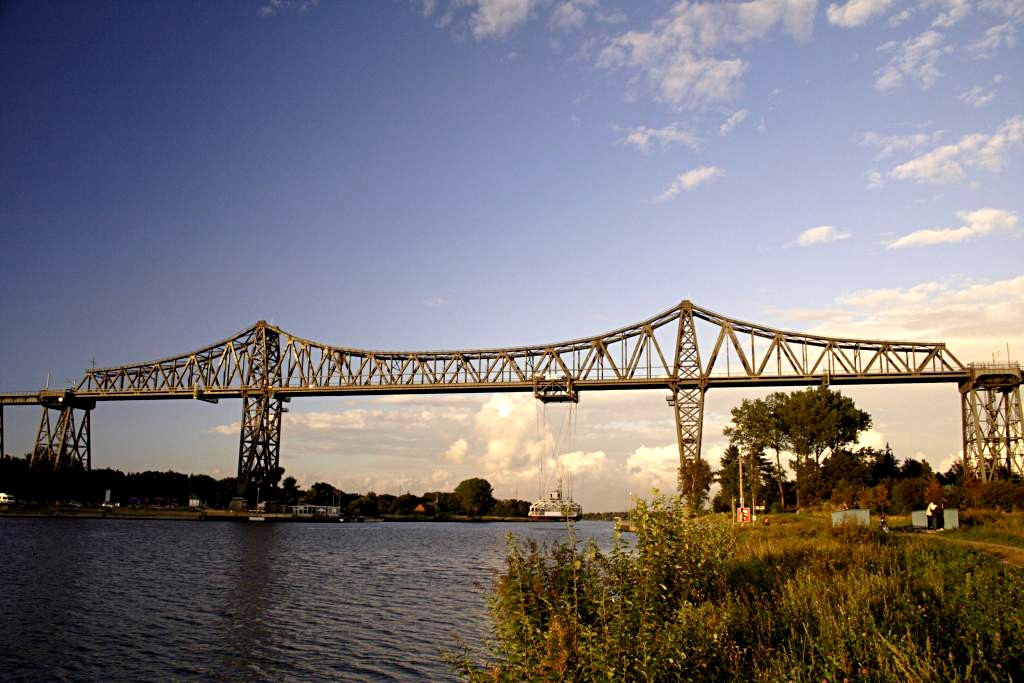
Pont transbordeur de Rendsburg en Allemagne construit en 1913. Sa partie supérieure sert également de pont ferroviaire.

- 1913 Rendsburg, Allemagne, 140 m. Pont à poutres cantilever, également pont ferroviaire, sur le Canal de Kiel (F. Voss). En usage.

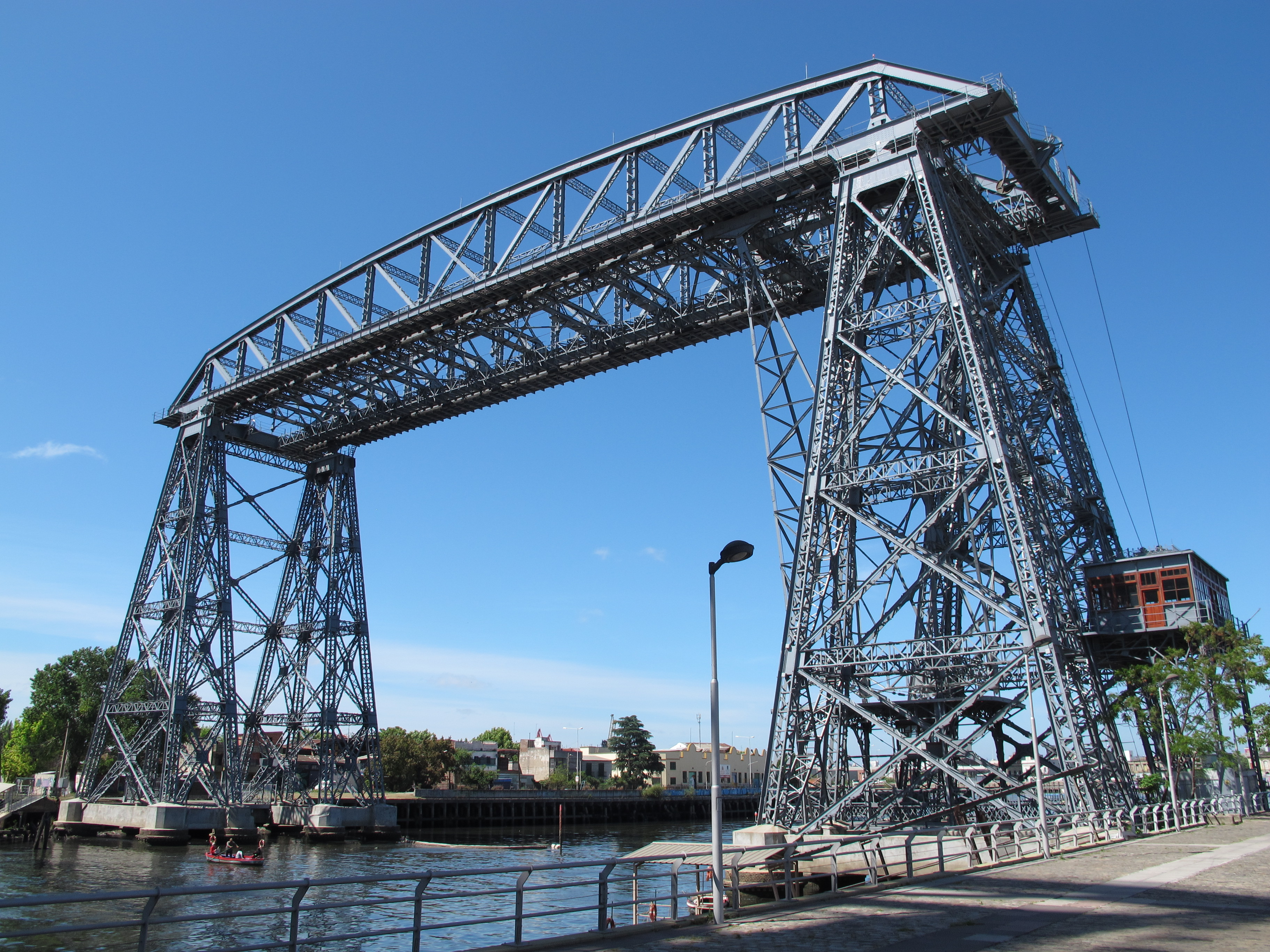
Puente transbordador Nicolas Avellaneda.

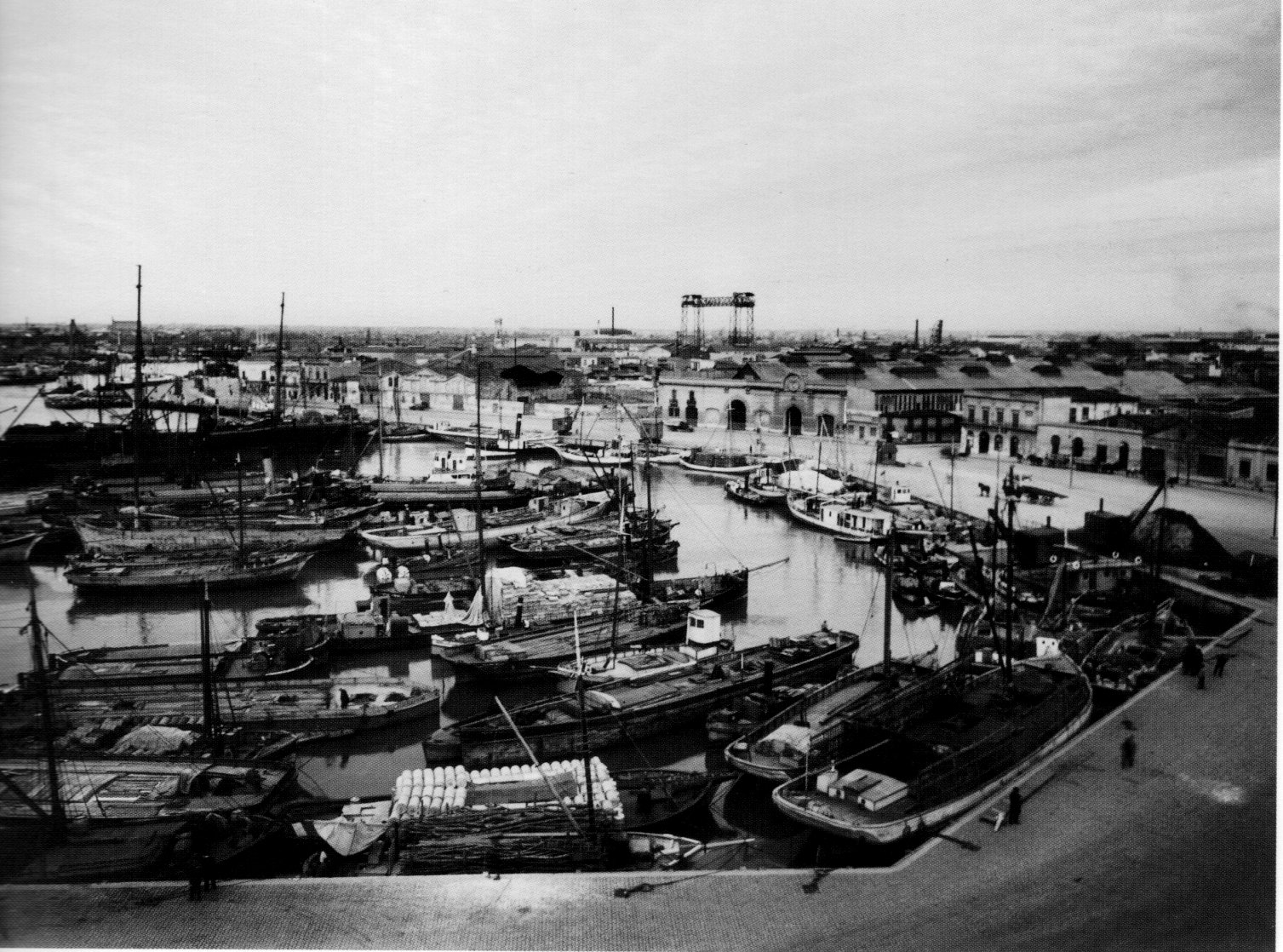
Puente transbordador Presidente Sáenz Peña, en 1936.

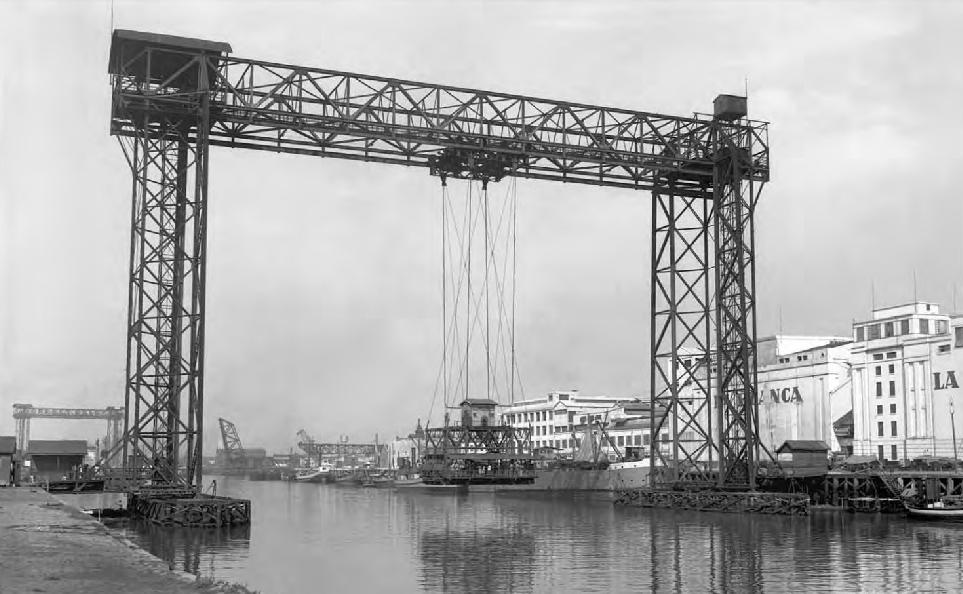
Puente transbordador Presidente Urquiza, en 1944. Son jumeau est à l'arrière-plan.

- 1914 Pont transbordeur Nicolás Avellaneda, Buenos Aires, Argentine. Pont à poutre en treillis, nacelle à suspension rigide, sur le Riachuelo. Restauré et remis en service depuis 2017[4].

- avril 1914 Buenos Aires, Argentine. Puente transbordador Presidente Saénz Peña. Pont à poutre en treillis, sur le Riachuelo. Pont industriel privé, dans le prolongement de la calle Garibaldi, démonté entre 1965 et 1968[4].

- février 1915 Buenos Aires, Argentine. Puente transbordador Presidente Urquiza. Pont à poutre en treillis, sur le Riachuelo, identique au précédent. Pont industriel privé, dans le prolongement de l'avenue Regimento de Patricios, démonté entre 1965 et 1968[4].
- 1915 Rio de Janeiro, Brésil, 171 m. Pont suspendu, sur le port. Démonté en 1935.

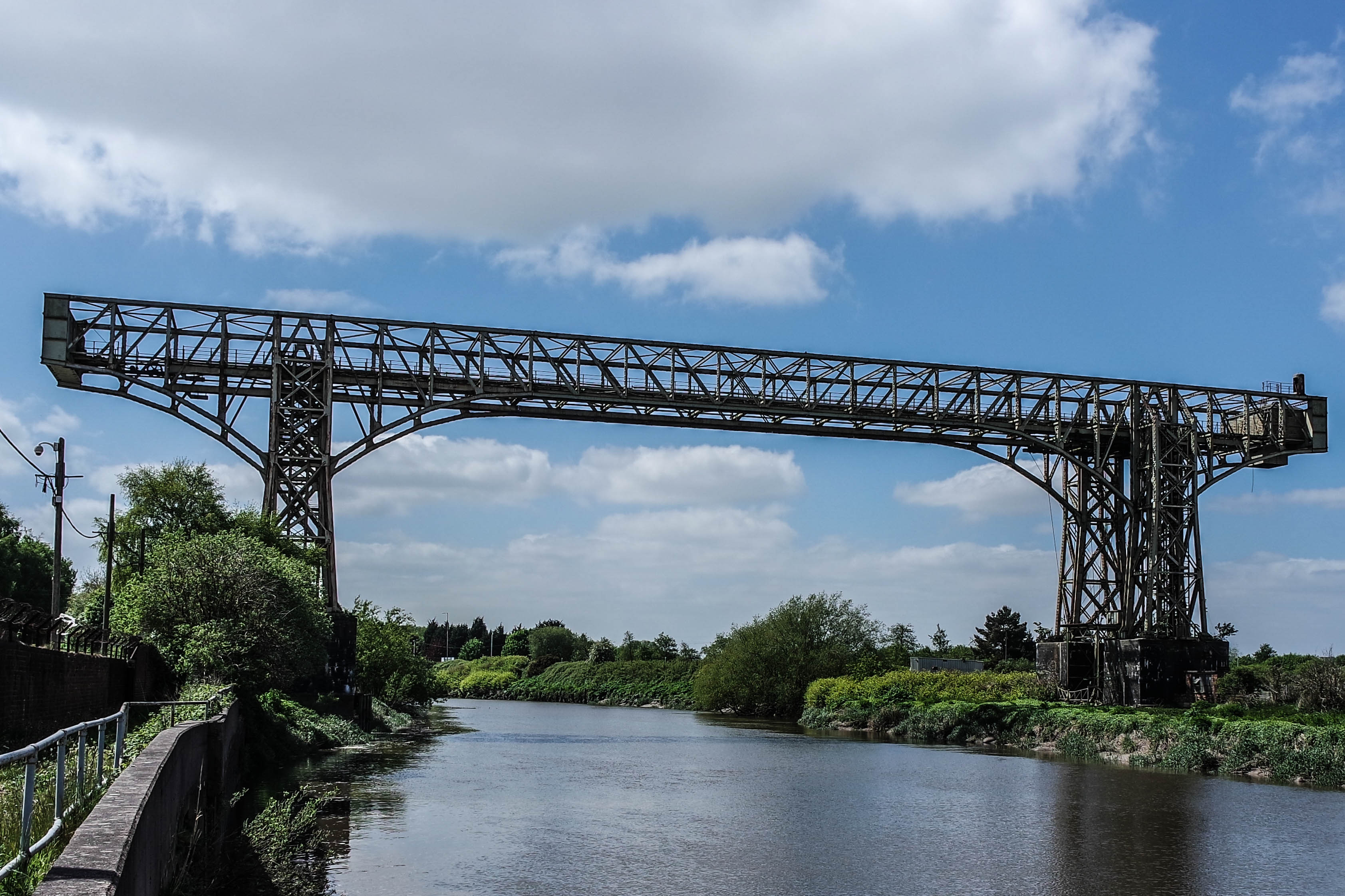
Pont transbordeur de Warrington, toujours debout, mais désaffecté.

- 1916 Warrington, Royaume-Uni, 57 m. Pont à poutres cantilever, nacelle à suspension rigide, sur la Mersey. Pont industriel privé, bien conservé, mais hors service.
- 1933 Chicago, États-Unis, 564 m. Sky Ride, pont à haubans (Robinson & D.B. Steinman). Construit comme attraction pour l’Exposition universelle de 1933 (Century of Progress). Démonté en 1934.
- 1938 Maarssen, Pays-Bas, sur le Canal d'Amsterdam au Rhin, petite nacelle industrielle rigide sous un pont en arc métallique, supprimée en 1958[5].
- 1955 Volgograd (ex-Stalingrad), Russie, 874 m. Sur la Volga, achevé en 1955, puis démonté par la suite. Aucune image connue, existence incertaine[6].
- 1998 Londres, Royaume-Uni, 128 m. « Royal Victoria Dock pedestrian bridge », port de Londres. Pont à haubans (Hutchinson, O’Neill, Wells). Pont fixe en service, transbordeur en projet.
- 2003 Mönchengladbach, Allemagne, « Erlebnisbrücke (pont d'aventure) », petit pont transbordeur d'agrément, sur la Niers, à traction manuelle. De prime abord, on aurait plutôt tendance à le compter parmi les téléphériques rigides, mais il ne semble pas que ce soit le sentiment de ses promoteurs[7].

### Sources
- (fr) Liste de ponts transbordeurs, sur Structurae.
- (de) Die Welt der Schwebefähren (« le monde des ponts transbordeurs »).
- (es) Puente Vizcaya, sur Wikipedia (« le pont de Biscaye »).
- (es + en + eu) El Gran Puente Colgante de Bizcaia (« le pont de Biscaye »).